# Ken Pawsey
Kenneth J. „Ken“ Pawsey (* 13. Dezember 1940) ist ein ehemaliger australischer Eishockeyspieler. 

## Karriere
Ken Pawsey nahm für die australische Nationalmannschaft an den Olympischen Winterspielen 1960 in Squaw Valley teil. Mit seinem Team belegte er den neunten und somit letzten Platz. Er selbst kam im Turnierverlauf in drei Spielen zum Einsatz. Zudem trat er für Australien bei der Qualifikation zu den Olympischen Winterspielen 1964 an.